# Putsch de Zurich

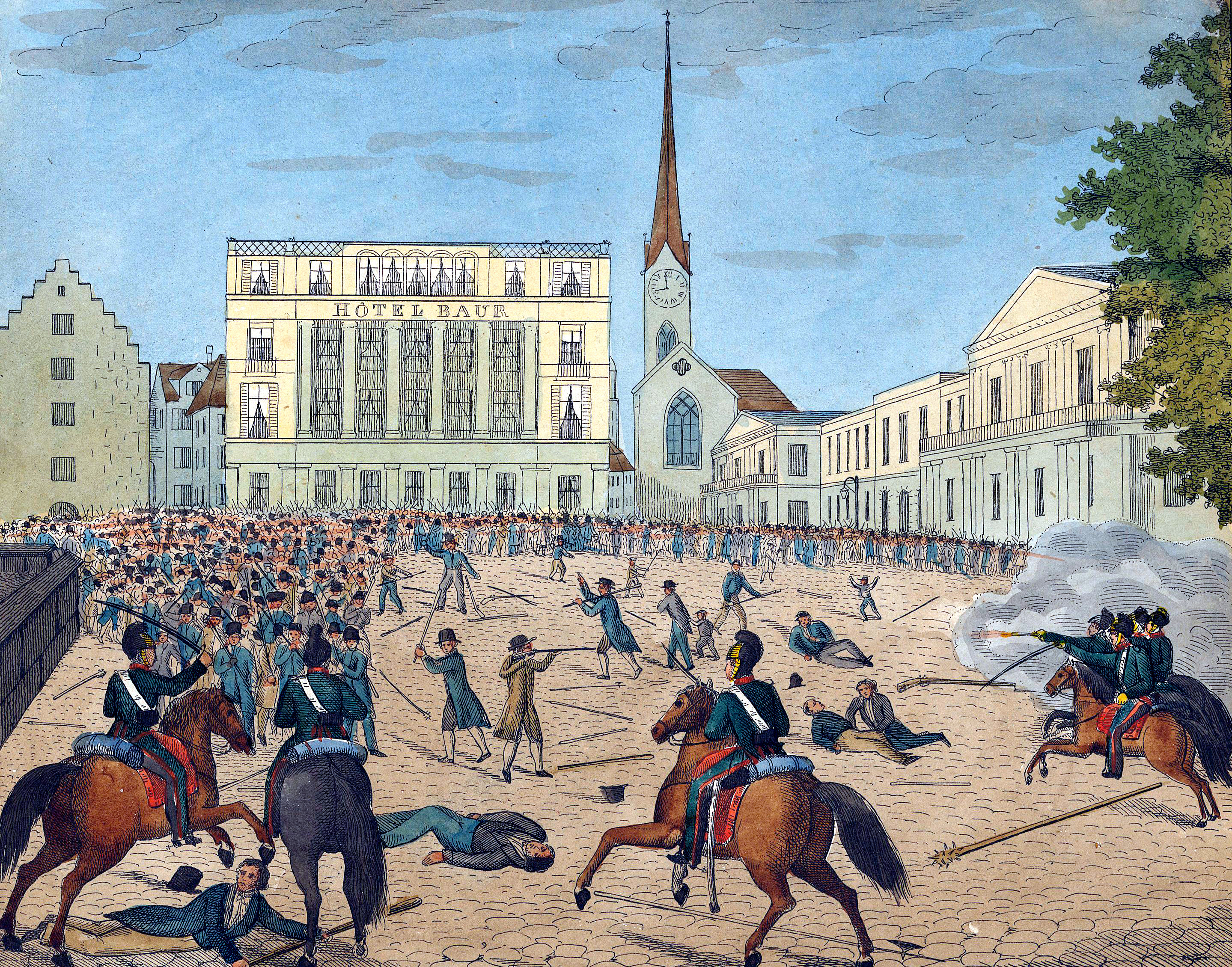
Combats entre les troupes du gouvernement (à cheval) et les paysans insurgés sur la Paradeplatz, derrière l’hôtel « Baur en Ville » et la Fraumünster.

Le putsch de Zurich (en allemand : Züriputsch) ou affaire Strauss est une tentative de coup d'État contre le gouvernement libéral du canton de Zurich, qui a lieu le 6 septembre 1839. Il s'inscrit dans la lutte de l'époque entre libéraux et conservateurs.
C'est cette affaire qui a fait passer le mot suisse allemand « Putsch » (choc violent) dans l'usage comme synonyme de coup d'État.

## Description
Le 26 janvier 1839, le conseil de l'éducation libéral de Zurich nomma David Friedrich Strauss, théologien libéral du Wurtemberg, professeur de dogmatique et d'histoire de l’Église à l'Université de Zurich. Ce choix suscita beaucoup de mécontentement dans les communes et les districts du canton et entraîna la formation de comités d'opposition conservateurs, ainsi que d'un comité central. Celui-ci, nommé « comité de la foi » (Glaubenskomitee) par les libéraux, lança une pétition qui bénéficia d'un large soutien dans les paroisses zurichoises. Au vu de cette résistance, le Grand Conseil mit Strauss à la retraite à vie. Mais cette mesure ne suffit pas à apaiser la colère des habitants des campagnes, conservateurs et critiques à l'égard de la modernisation, qui se plaignaient du manque de religiosité à l'école et à l'école normale et exigeaient la suppression de l'université. Le Conseil d'État interdit les réunions organisées dans les districts par le comité central et mobilisa l'infanterie pour maintenir l'ordre public. Le 2 septembre, une assemblée populaire se réunit à Kloten pour appuyer les demandes de l'opposition conservatrice,,.
Trois jours plus tard, Bernhard Hirzel, pasteur à Pfäffikon, fit sonner le tocsin le soir durant quatre heures. D'autres communes suivirent. Finalement, des insurgés de l'Oberland zurichois marchèrent sur Zurich, où ils se heurtèrent à des soldats le 6 septembre. Quatorze putschistes, ainsi que le conseiller d'État Johannes Hegetschweiler, qui s'apprêtait à faire cesser le feu, furent tués. Après la dissolution du gouvernement, un Conseil d'État provisoire fut constitué. Le 9 septembre, le Grand Conseil décida de procéder à de nouvelles élections, qui eurent lieu le 17 septembre 1839 et furent favorables aux conservateurs. Dans l'ensemble de la Suisse, le Züriputsch marqua un durcissement de la confrontation entre radicaux et conservateurs, qui aboutit finalement à la guerre du Sonderbund de 1847. À Zurich, le « régime de septembre » conservateur prit fin en 1845, lorsque les élections donnèrent la victoire aux libéraux.